# Plínio Arlindo de Nês
Plínio Arlindo de Nês (Encantado, 8 de março de 1921 – Chapecó, 7 de fevereiro de 1995) foi um empresário e político brasileiro.
Filho de David Pio de Nês e Emma Lucca de Nês. Casou com Ilma Rosa Migliorinini de Nês, com quem teve Plínio David de Nês Filho.
Em Chapecó foi eleito e exerceu funções de vereador (1946-1955) e de prefeito (1956-1960).
Nas eleições de 1962 foi candidato a deputado estadual para a Assembleia Legislativa de Santa Catarina, pelo Partido Social Democrático (PSD), obtendo 4.991 votos e ficando na posição de segundo suplente, foi convocado e integrou a 5ª Legislatura (1963-1967).